# 靜岡大學
静冈大学（日语：しずおかだいがく）位于日本静冈县静冈市骏河区大谷的日本国立大学，拥有静冈校区和滨松校区。

## 沿革
- 1949年 静冈高等学校・静冈第一师范学校・静冈第二师范学校・静冈青年师范学校・滨松工业专门学校合并为新制静冈大学，设立文理学部・教育学部・工学部
- 1951年 县立静冈农科大学移交国家管理，成为静冈大学农学部
- 1965年 文理学部改组为人文学部・理学部
- 1995年 设立信息学部
- 2004年 成为国立大学法人静冈大学
- 同年 成为21世纪COE项目研究基地之一
- 同年 “文工融合的信息教育”被大学教育支援项目(COL)采纳
- 2005年 设立法科大学院

## 大学组织
- 静冈校区（静冈市骏河区大谷）
  - 人文社会学部 

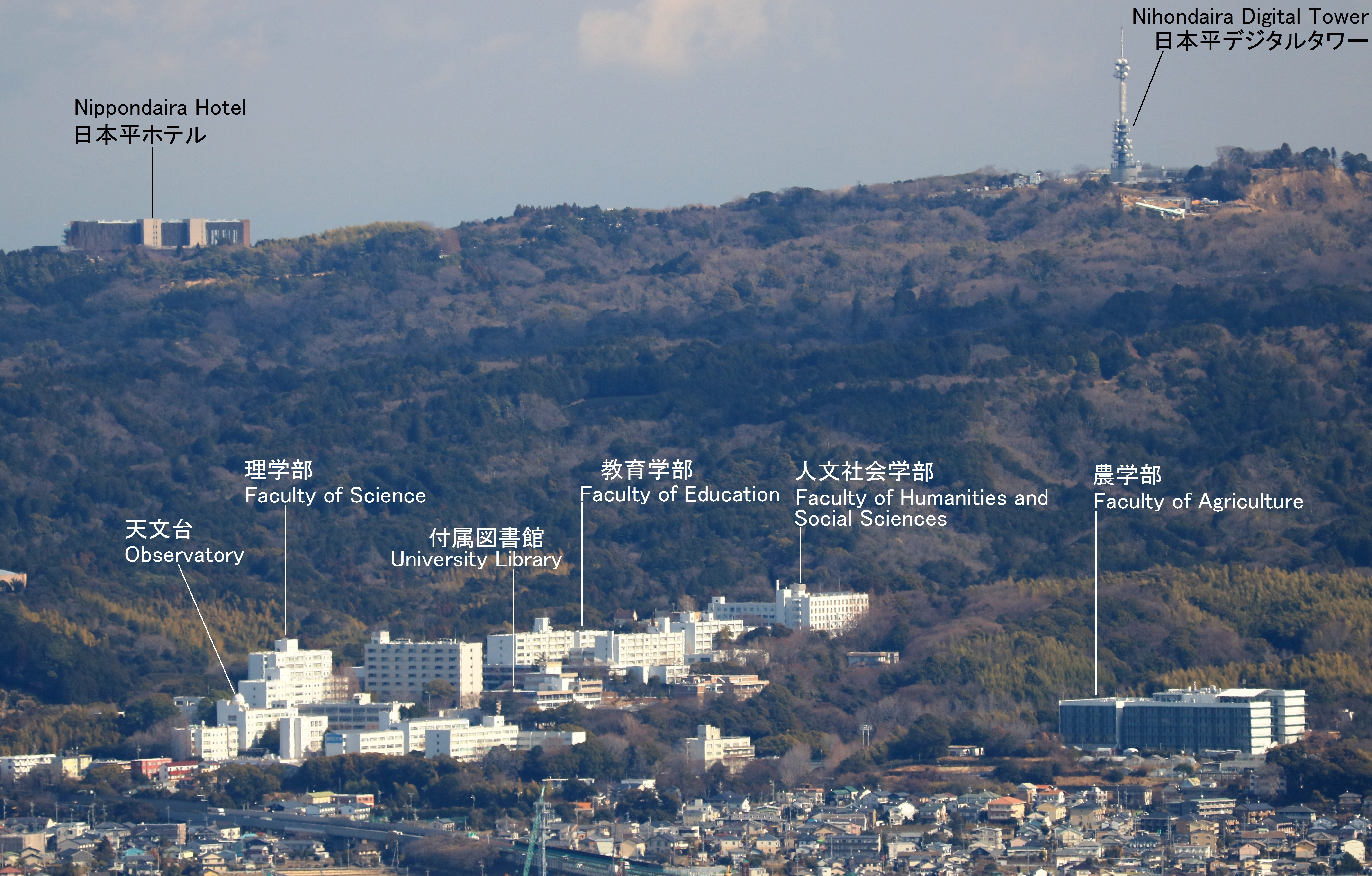
静冈校区

    - 社会学科（人类学大讲座、社会学、文化人类学、历史学）
    - 语言文化学科（日本亚洲语言文化科目、欧美语言文化、比较语言文化）
    - 法学科（国际关系法、公共生活法、企业关系法、社会生活法、法政理论）
    - 经济学科（经济系统讲座、经济信息、公共政策、比较政策、经营信息）

  - 教育学部 
    - 学校教育教员培养课程 
      - 发达教育学专业（教育实践学专业、教育心理学、教育辅导学、幼儿教育）
      - 信息教育专业
      - 环境教育专业
      - 障害儿教育专业
      - 教科教育学专业（国语教育专业、社会科、数学、理科、音乐、美术、保健体育、技术、家庭科、英语）

    - 终身学习课程 
      - 终身学习专业
      - 终身体育专业
      - 国际理解专业

    - 综合科学教育课程 
      - 综合科学专业
      - 消费生活科学专业

    - 艺术文化课程 
      - 音乐文化专业（大提琴、钢琴、声乐、萨克斯、作曲法、音乐学等）
      - 美术・设计专业
      - 书文化专业

  - 理学部 
    - 数学科（基础数理、数理解析）
    - 物理学科（基础物理学讲座、物性物理学）
    - 化学科（构造化学、机能化学）
    - 生物地球环境科学科（生物机能科学讲座、地球生物圏进化学、地球物质科学）

  - 农学部 
    - 人类环境科学科（资源生物科学、地域生态科学）
    - 生物生产化学科（园艺学、植物资源管理学）
    - 森林资源化学科（森林科学、木质科学）
    - 应用生物化学科（生物资源化学、生物机能化学）

- 滨松校区（滨松市城北）
  - 工学部 
    - 机械工学科（机械宇宙科目、机械智能）
    - 电气・电子工学科（电气电子系统科目、电子信息）
    - 物质工学科（材料科学科目、化学系统工学）
    - 系统工学科（数理信息分野、环境系统、生产系统、光电系统）

  - 信息学部 
    - 信息科学科　（信息系统项目、计算机科学）
    - 信息社会学科（信息系统项目、信息社会设计）

## 大学院
- 静冈校区
  - 人文社会科学研究科（硕士课程） 
    - 临床人类科学专业（临床心理学科目、人体护理学）
    - 比较地域文化专业（生命文化论、现代社会、文化人类学・历史文化、国际语言文化、比较语言文化）
    - 法律经济专业（经营法务、经营政策、地域行政、地域经济政策）

  - 教育学研究科（硕士课程） 
    - 学校教育专业（教育学专业、教育心理学、幼儿教育、障害儿教育）
    - 国语教育专业（国语科教育学专业、国语学、国文学、日本语教育学）
    - 社会科教育专业（社会科教育学专业、哲学・伦理学、历史学、地理学、法律学・经济学）
    - 数学教育专业（数学科教育学专业、代数学・幾何学、解析学・应用数学）
    - 理科教育专业（理科教育学专业、物理学、化学、生物学、地学、环境科学）
    - 音乐教育专业（音乐科教育学专业、器乐・声乐、音乐学・作曲・指挥法）
    - 美术教育专业（美术家教育学专业、造形制作论、造形艺术学）
    - 保健体育教育专业（保健体育科教育学专业、体育学、运动学、学校保险学）
    - 技术教育专业（技术科教育学专业、基础技术学、生产技术学、信息教育）
    - 家政教育专业（家庭科教育学专业、生活科学、生活学）
    - 英语教育专业（英语科教育学专业、英语学、英米文学）

  - 理工学研究科（博士前期课程） 
    - 数学专业（基础数理讲座、数理解析）
    - 物理学专业（基础物理学讲座、物性物理学）
    - 化学专业（构造化学讲座、机能化学）
    - 生物地球环境科学专业（生物机能科学讲座、地球生物圏進化学、地球物质科学）

  - 理工学研究科（博士后期课程） 
    - 环境科学专业（地球环境科学讲座、生物环境科学、环境进程科学）
    - 设計科学专业（机械设计讲座、生产科学、热流体科学、高度软件设計）
    - 物质科学专业（粒子科学、物质构造科学、分子机能科学、机能材料学）
    - 系统科学专业（系统数理解析讲座、精密系统、电气信息、媒体系统）

  - 农学研究科（硕士课程） 
    - 人类环境科学专业（资源生态科学讲座、地域生态科学）
    - 生物生产学专业（园艺学讲座、植物资源管理学）
    - 森林资源化学专业（森林科学讲座、木质科学）
    - 应用生物科学讲座（生物资源化学讲座、生物机能化学）

- 滨松校区
  - 理工学研究科（博士前期课程） 
    - 机械工学专业（流体・宇宙工学、材料设计讲座、机械设計、生产加工、热能源、智能机械控制、计测信息）
    - 物质工学专业（分子设计科学、分子机能科学、無机材料学、有机材料学、进程工学、生物・环境工学、工学基础）
    - 系统工学专业（系统数理、系统信息、环境系统工学、光电系统工学）
    - 电气・电子工学专业（电气能源、数字化计测研究室、电气系统、电气电子材料、电子物性工学、光波动、信息处理系统、应用理学）

  - 电子科学研究科（博士后期课程） 
    - 电子材料科学专业（光电子基板材料讲座、电子材料、电子机能材料、有机电子材料、能源変换）
    - 电子应用工学专业（量子讲座、计测控制系统、电子回路系统设計、信息通信网络、信息处理・多媒体、人体工学、电子信息解析系统、生体信息处理、医用电子工学）

  - 信息学研究科（硕士） 
    - 信息学专业（信息科学基础、软件科学、信息网络、知识信息系统、媒体科学、信息社会学基础、信息社会系统）

## 研究所・图书馆等附属设施
- 电子工学研究所
- 附属图书馆
- 地域共同研究中心
- 生涯学习教育研究中心
- 遗传基因实验设施
- 放射化学研究设施
- 地域田地科学教育研究中心（农场、干燥地实验实习设施、演习林、鱼类饵料实验实习设施）
- 机器分析中心
- 综合信息处理中心
- 留学生中心
- 产业支持中心
- 保健管理中心
- 校区・音乐馆
- 心理辅导室
- 西部地区电子计算机室
- 教育学部附属学校 
  - 静冈小学校
  - 滨松小学校
  - 静冈中学校
  - 滨松中学校
  - 岛田中学校
  - 附属护理学校
  - 附属幼儿园
- 大学教育中心
- 全校考试中心

## 教员
- 小和田哲男 （教育学部教授）
- 山崎准二 （教育学部教授）
- 赤尾晃一 （信息学部助教授）
- 饭田弘之 （信息学部助教授、将棋职业五段）
- 三村秀典 （电子科学研究所教授）
- 山田真平 （理学部生物地球环境科学科教授、研究新型酵素分子生理学）

## 著名校友
- Hajime社長 Youtube個人專頁經營者，2016年之後追蹤人數為日本第一。
- 晝马辉夫　滨松ホトニクス社长
- 佐藤早苗　作家
- 中曾根康弘　政治家・原内阁总理大臣
- モリタイシ　漫画家
- 井原裕士　漫画家
- 阿部雄一　动画导演
- 乾くるみ　作家
- 本田宗一郎　企业家・本田创始人（听讲生）
- 高野镇雄　VHS录像带开发负责人
- 吉行淳之介　小说家
- 渡边文雄　演员
- 小川国夫　小说家
- 高柳健次郎　电视机开发者、电视之父
- 草间三郎　精工爱普生社长
- 鈴木俊三　铃木公司社长
- 鈴木實治郎　铃木公司社长
- 戶田昌男　铃木公司社长